# Montbronn
Montbronn (Duits: Mombronn ) is een gemeente in het Franse departement Moselle (regio Grand Est). Montbronn telde op 1 januari 2022 1.583 inwoners.
De gemeente maakt deel uit van het arrondissement Sarreguemines en sinds begin 2015 van het kanton Bitche. Daarvoor maakte het deel uit van het inmiddels opgeheven kanton Rohrbach-lès-Bitche.

## Geografie
De oppervlakte van Montbronn bedroeg op 1 januari 2022 14,99 vierkante kilometer; de bevolkingsdichtheid was toen 105,6 inwoners per km².

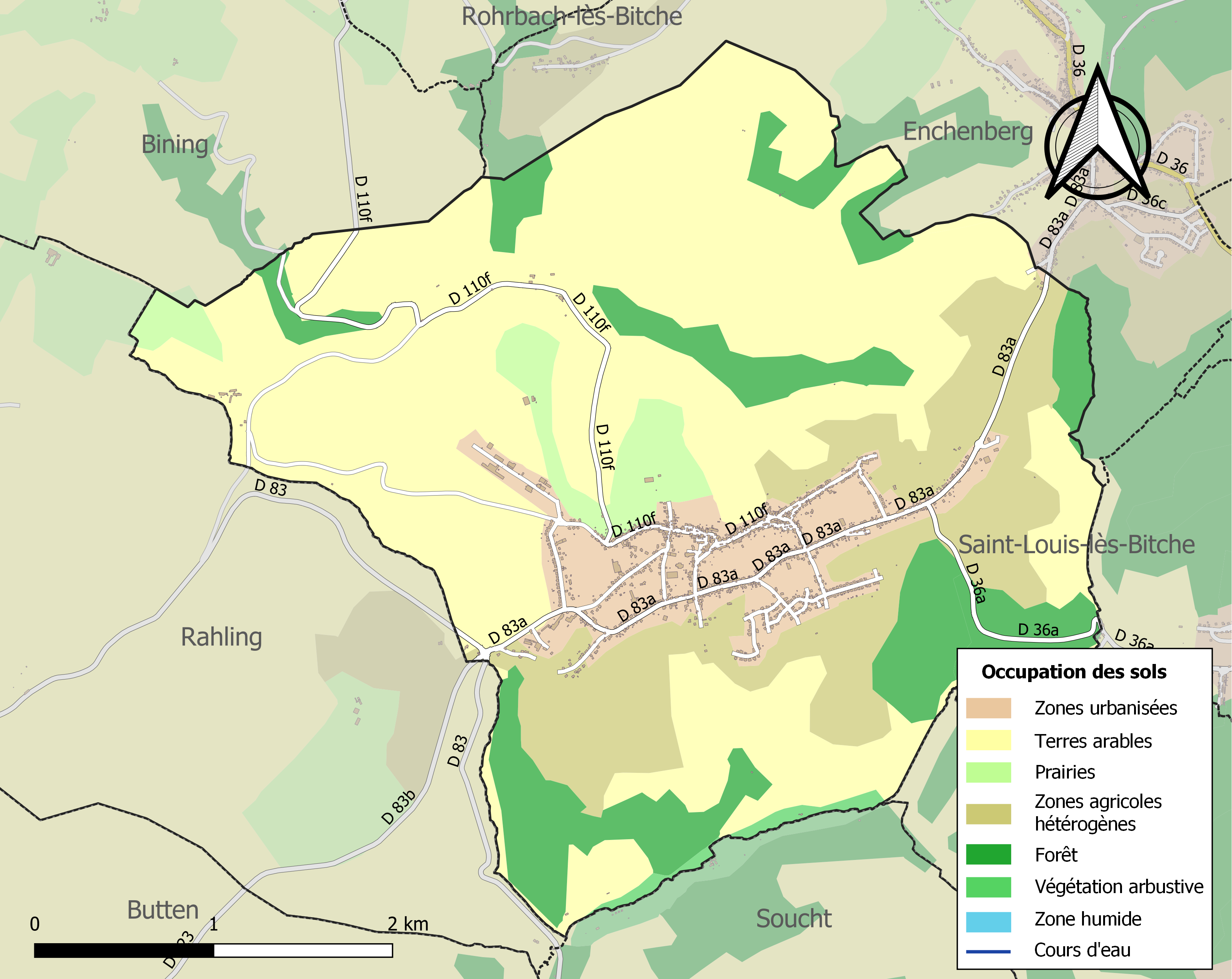
Kaart van de gemeente met de belangrijkste infrastructuur, bodemgebruik en omliggende gemeenten

## Demografie
Onderstaande figuur toont het verloop van het inwonertal (bron: INSEE-tellingen).